# Chamaesphegina macra
Chamaesphegina macra är en tvåvingeart som först beskrevs av Günther Enderlein 1938.  Chamaesphegina macra ingår i släktet Chamaesphegina och familjen blomflugor. Inga underarter finns listade i Catalogue of Life.